# Вяткин, Николай Петрович
Николай Петрович Вяткин (22 мая 1921 — 6 октября 2002) — советский хозяйственный, государственный и политический деятель.

## Биография
Родился в 1921 году в селе Лучшево (на территории современного Прокопьевского района Кемеровской области). Член КПСС.
С 1941 года — на хозяйственной, общественной и политической работе. В 1941—1979 гг. — контрольный мастер ОТК, газовщик доменного цеха на КМК имени Сталина, участник Великой Отечественной войны, рядовой добровольческой Сибирской дивизии, командир батареи 2-го Белорусского фронта, мастер доменной печи, начальник смены, помощник начальника цеха по шихте, заместитель начальника доменного цеха, секретарь парткома Челябинского металлургического завода, 1-й секретарь Металлургического райкома КПСС, директор Челябинского металлургического завода, эксперт представительства Министерства черной металлургии СССР на Кремиковском металлургическом комбинате в Болгарии, директор Уральского завода прецизионных сплавов.
Делегат XXII съезда КПСС.
Умер в Берёзовском в 2002 году, похоронен там же на Центральном кладбище.